# Montegrosso Pian Latte
Montegrosso Pian Latte (Muntegrossu Cian du Laite in ligure) è un comune italiano di 117 abitanti della provincia di Imperia in Liguria.

## Geografia fisica
Il territorio di Montegrosso Pian Latte fa parte del Parco naturale regionale delle Alpi Liguri.
Sorge su un breve terrazzo aggrappato alle falde del monte Monega (1882 m), ad un'altitudine di 721 m sul livello del mare dominando l'alta valle Arroscia. È un centro agricolo-pastorale e di villeggiatura. Altre vette del territorio montegrossino il Poggio Fearia (1846 m), la Cima dell'Ortica (1840 m), il monte Cosia D'Erna (1670 m), il Poggio Scaravaglione (1584 m).

## Storia

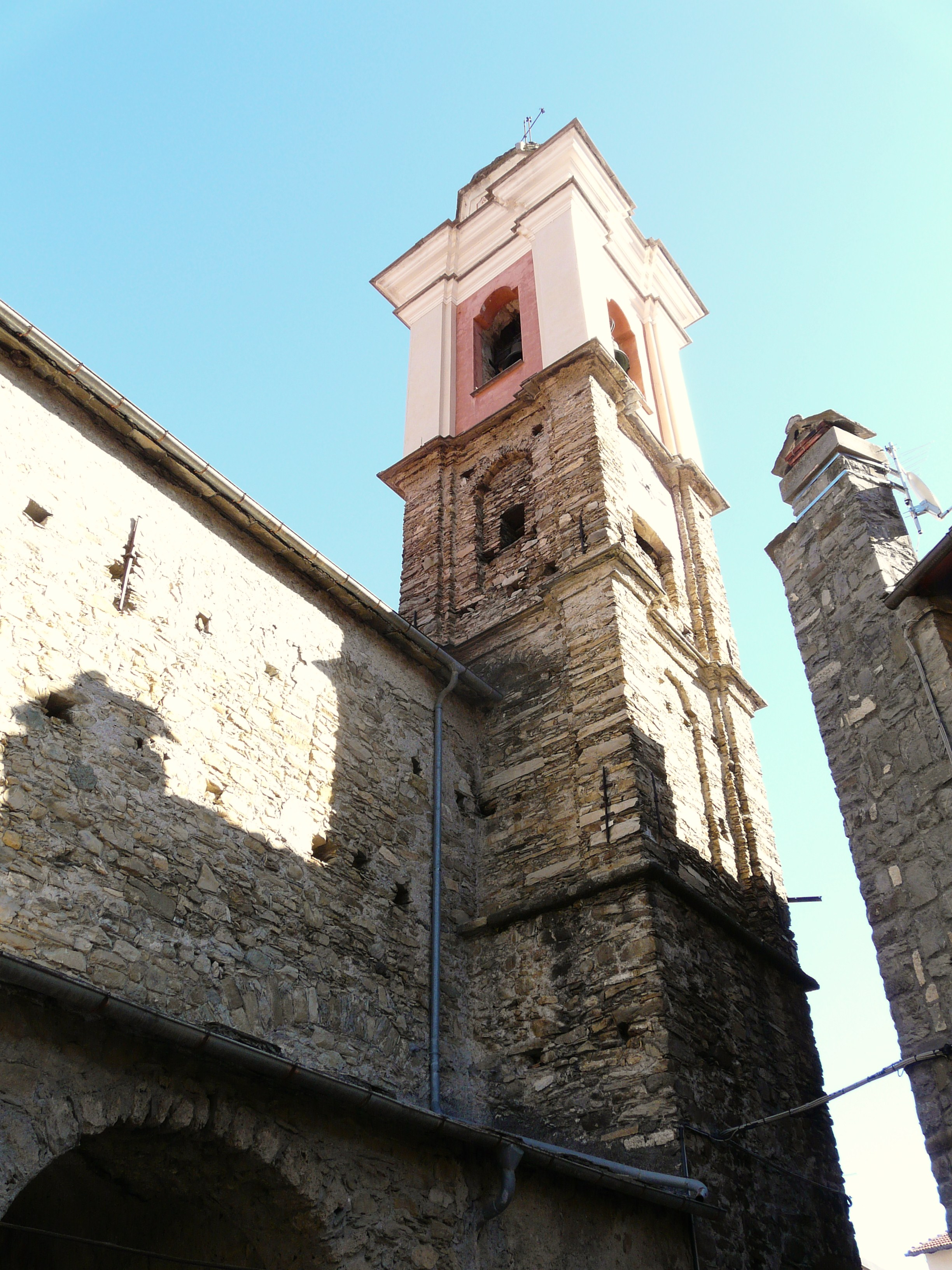
Scorcio del campanile della parrocchiale di San Biagio

Forse presente già in epoca romana, alla sua caduta nel 476 provocò anche in questo territorio l'invasione dei barbari e la successiva dominazione dei Bizantini che inglobarono questa zona tra l'alta valle del torrente Arroscia e il Tanaro nella Provincia Maritima Italorum (VII secolo). Seguì nel 643 la conquista longobarda del re Rotari e il dominio dei Franchi con l'istituzione del Comitato di Albenga, territorio nel quale fu inserita anche la comunità montegrossina. Nella seconda metà del X secolo passò nella costituita Marca Arduinica e in seguito tra i possedimenti feudali dell'alta valle del Tanaro e Arroscia di Bonifacio del Vasto e, alla sua morte, del figlio Anselmo VII marchese di Clavesana.
Nel XIII secolo il feudo d'Arroscia, e quindi anche Montegrosso, passò sotto il dominio dei conti di Ventimiglia ed in particolare nella castellania dell'alta valle Arroscia, che aveva nel borgo di Cosio di Arroscia il suo centro principale. Nel 1233 fu uno dei borghi che fondarono la Pieve di Teco. Con concessione del marchese di Clavesana e di Savona Manuele Del Carretto del 15 febbraio 1235 i feudi di Cosio, Mendatica e Montegrosso rientrarono tra i possedimenti dei fratelli Oddone e Robaldo di Garessio. Al 4 febbraio 1297 risale la stesura del primo statuto della Castellania di Cosio, Mendatica e Montegrosso, poi rivisti nel 1303 dal parlamento di Cosio e ancora, nell'ambito di riforma degli statuti criminali, nel 1595.
La fine del XIII secolo fu interessato da nuove diatribe signorili per il controllo del territorio ed in particolare tra il marchese di Ceva Nano e il marchese di Clavesana Emanuele I. Con atto del 1321 gli Scarella - signori di Pornassio e di Garessio - cedettero parte dei loro beni della Castellania ai fratelli Giacomino e Bonifacio dei conti di Lengueglia. Questa parte del territorio dell'alta valle Arroscia giurò la sua fedeltà alla Repubblica di Genova con atto del 13 giugno 1449 con la firma dei tre rappresentanti delle comunità cosiese, mendaticese e montegrossina. Tuttavia, i rapporti tra la famiglia Lengueglia e lo stato genovese non furono sempre ottimali e in più occasioni si verificarono incomprensioni, ma anche rivolte locali contro la signoria feudale.
Altri scontri bellici si verificarono in questa zona durante la guerra del 1625 tra la Repubblica di Genova e il Ducato di Savoia.
Un passaggio nel Regno di Sardegna che si attuò con il trattato di Vienna del 1735 di quei territori dell'alta valle Arroscia, delle valli di Oneglia e del Maro e che perdurò sino agli eventi napoleonici di fine XVIII secolo. Con la dominazione napoleonica entrò dal 1805 nei possedimenti del Primo Impero francese che assoggettò Montegrosso nel circondario di Porto Maurizio nella giurisdizione del Dipartimento di Montenotte dal 13 giugno 1805 al 1814.
Nel 1815 il territorio fu nuovamente inglobato nel Regno di Sardegna, così come stabilì il Congresso di Vienna del 1814, e successivamente nel Regno d'Italia dal 1861. Con regio decreto assume nel 1862 la denominazione di Montegrosso Pian Latte.
Dal 1859 al 1926 il territorio fu compreso nel V mandamento di Pieve di Teco del circondario di Porto Maurizio facente parte della provincia di Porto Maurizio (poi Provincia di Imperia, dal 1923). Nel 1924 l'ente venne soppresso e, assieme a Mendatica, unito al comune di Cosio di Arroscia. I due territori, l'anno successivo, tornarono nuovamente indipendenti. Nel 1928 la soppressione dei comuni di Mendatica e di Montegrosso Pian Latte portò alla costituzione del comune di Mendatica Montegrosso che ebbe vita amministrativa sino al 1950 quando i due enti furono nuovamente separati.
Dal 1973 al 31 dicembre 2008 ha fatto parte della Comunità montana Alta Valle Arroscia e, con le nuove disposizioni della Legge Regionale nº 24 del 4 luglio 2008, ha fatto parte fino al 2011 della Comunità montana dell'Olivo e Alta Valle Arroscia.

### Simboli
Stemma
Gonfalone

Lo stemma e il gonfalone sono stati concessi con decreto del presidente della Repubblica del 21 ottobre 2004.

## Monumenti e luoghi d'interesse

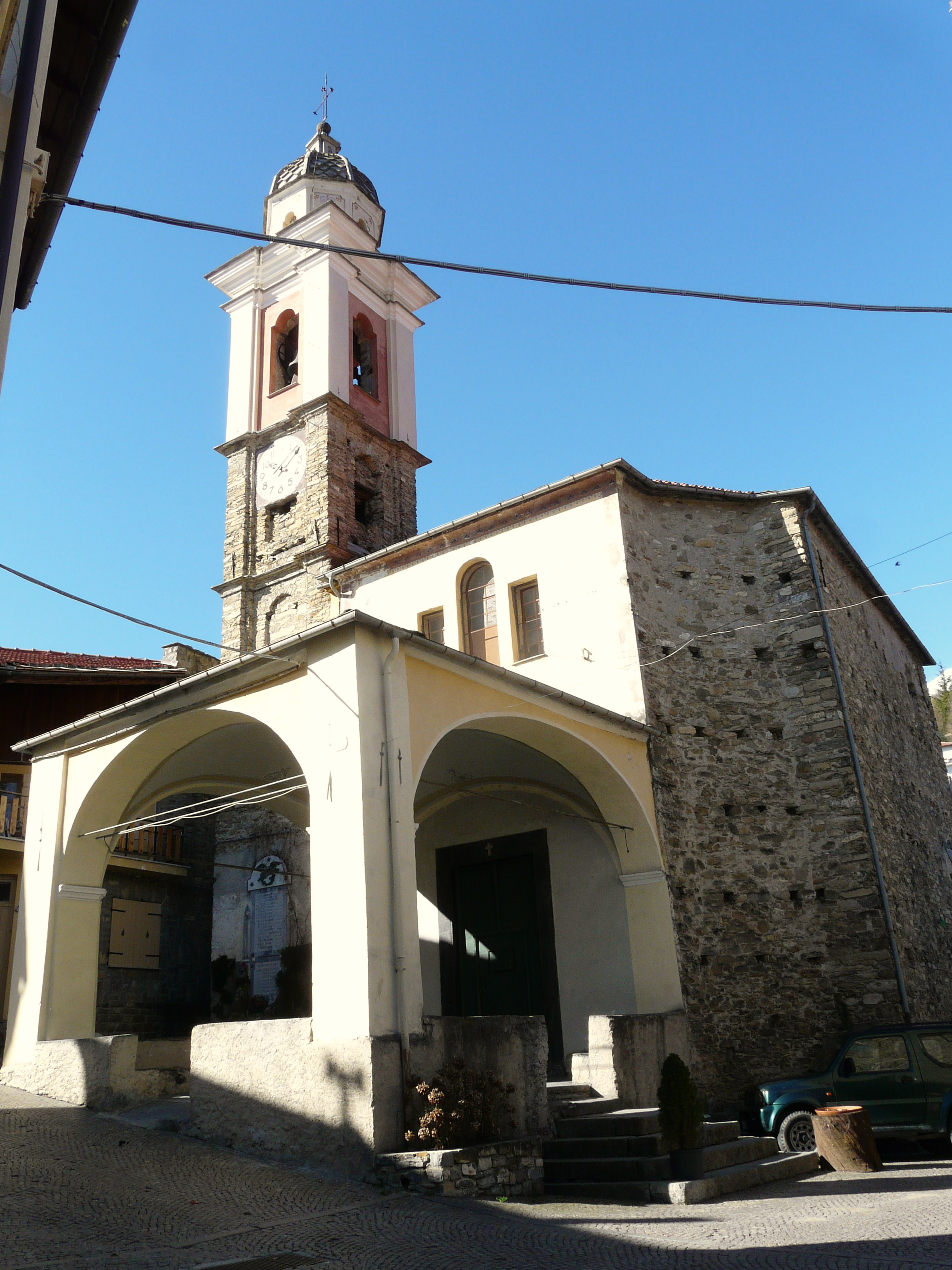
La chiesa parrocchiale di San Biagio

### Architetture religiose
- Chiesa parrocchiale di San Biagio nel centro storico montegrossino. La primaria costruzione è risalente ad un periodo tra il XIV e il XV secolo e verso il Settecento fu rifatta nelle forme architettoniche barocche su progetto di Giacomo Filippo Marvaldi. Tracce dell'antica struttura è visibile nel portale laterale con piccolo portico e architrave scolpito dagli scalpellini di Cenova, risalente al 1435 e con raffigurazioni di san Biagio, di un angelo e dell'Agnus Dei. All'interno decorazioni ad affresco d'arte barocca.
- Oratorio della Santissima Annunziata, dove ha sede l'omonima confraternita, nel centro storico di Montegrosso.
- Varie cappelle sparse per il paese e nei dintorni (Madonna, San Bernardo, San Sebastiano, San Lorenzo, Santa Elisabetta, Madonna dei Monti).
- Piloni votivi sparsi nei campi e lungo i sentieri.

### Luoghi d'Interesse
"La Passeggiata della Madonna", situata all'inizio del paese di Montegrosso Pian Latte, è un breve percorso pedonale che conduce alla cappella della Madonna delle Grazie, offrendo un suggestivo punto panoramico sul borgo e sulla valle circostante.

### Aree naturali
Da ricordare è la borgata di Case Fascei, frazione di Montegrosso Pian Latte, che sorge a 1300 m dove si trovano i Tecci (baite) e le malghe usate dai pastori, oggi utilizzate quasi esclusivamente a scopo turistico.
Da qui diversi sentieri permettono di raggiungere mete particolarmente suggestive, in particolare è possibile raggiungere l'Alta Via dei Monti Liguri, passando dal monte Monega e dal colle del Garezzo e attraverso la galleria del Garezzo si raggiunge l'alta valle Argentina e il Colle della Melosa. I sentieri che attraversano il territorio sono praticabili indifferentemente sia a piedi che in bicicletta. Durante l'inverno i versanti delle zone più alte rivolte a settentrione si prestano per l'esercizio dello sci escursionistico.

## Società

### Evoluzione demografica
Abitanti censiti

## Cultura

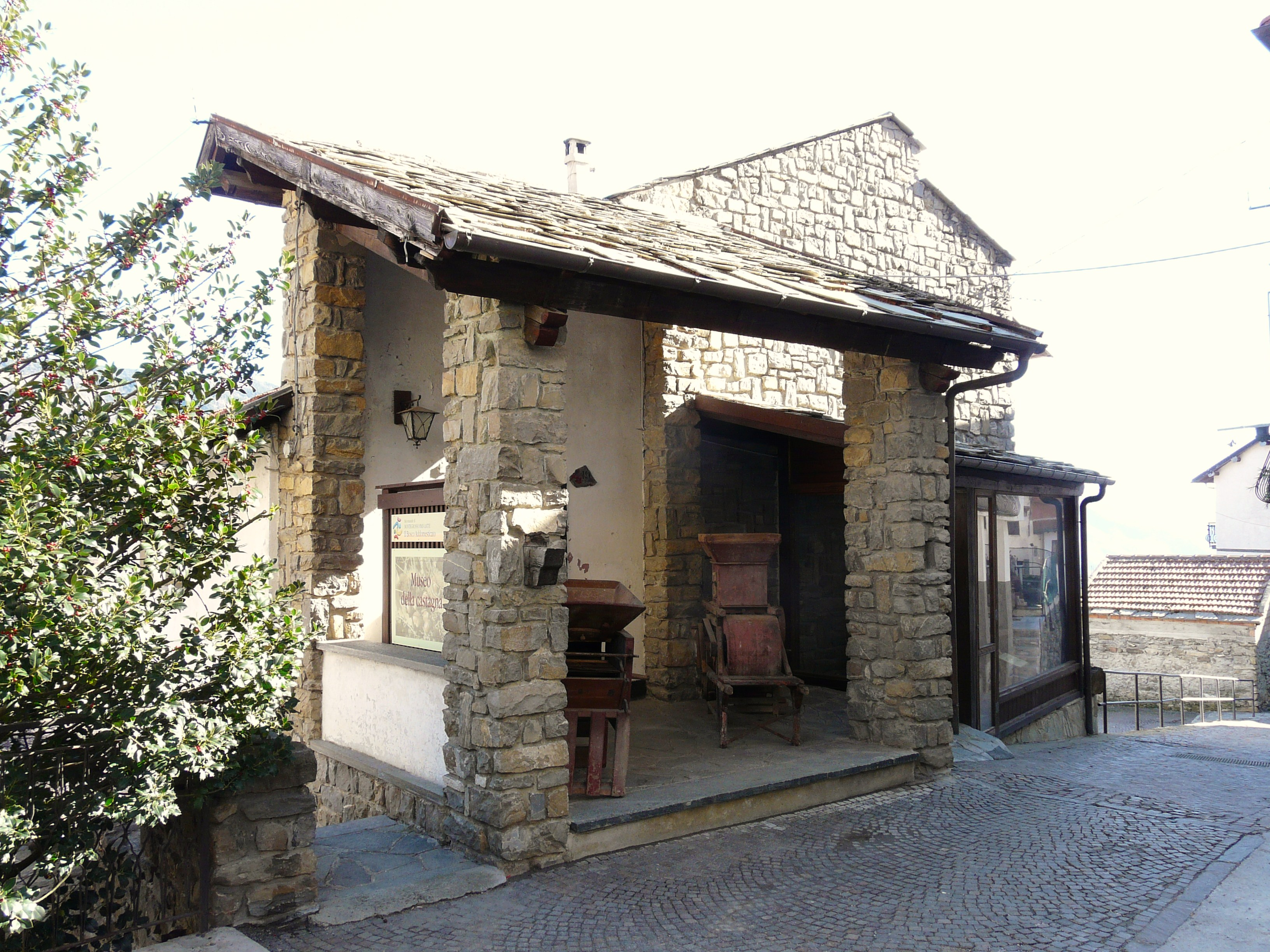
Il museo della castagna

### Istruzione
I collegamenti con le Scuole, sono molto efficienti, grazie al Trasporto Pubblico della Valle.

### Musei
- Museo della Castagna nel Centro storico di Montegrosso Pian Latte. Tra i reperti una macchina in legno per battere le castagne risalente agli anni quaranta del Novecento.
- La Casa del Pastore nel Centro storico del Paese. Una vera e propria abitazione di Pastori, ancora come loro la hanno lasciata, sembra di tornare indietro nel tempo, in anni in cui la semplicità era il tutto.

### Tradizione gastronomica
Montegrosso Pian Latte è il Paese della Festa della Castagna e della Raviora DE.CO.; inoltre, è considerato una delle Capitali della Cucina Bianca.

## Geografia antropica
Il territorio comunale è costituito, oltre al capoluogo comunale, dalla borgata di Case Fascei per una superficie territoriale di 10,03 km².
Confina a nord con li comune di Mendatica, a sud con Molini di Triora e Rezzo, ad ovest con Mendatica e Triora, e ad est con Cosio di Arroscia e Pornassio.

## Economia
La principale risorsa economica del comune è l'attività agricola, nonché la pastorizia e la viticoltura.

## Infrastrutture e trasporti

### Strade
Il territorio di Montegrosso Pian Latte è attraversato principalmente dalla strada provinciale 4 che, verso nord, s'innesta con la provinciale 3 collegandosi ai territori comunali di Mendatica e Cosio di Arroscia.

## Amministrazione
| Periodo        | Periodo        | Primo cittadino    | Partito                                    | Carica  | Note |
| -------------- | -------------- | ------------------ | ------------------------------------------ | ------- | ---- |
| 1º luglio 1985 | 29 giugno 1990 | Angelo Toscano     | Democrazia Cristiana                       | Sindaco |      |
| 9 luglio 1990  | 24 aprile 1995 | Angelo Toscano     | Democrazia Cristiana                       | Sindaco |      |
| 24 aprile 1995 | 14 giugno 1999 | Angelo Toscano     | Lista civica di centro-sinistra            | Sindaco |      |
| 14 giugno 1999 | 14 giugno 2004 | Riccardo Cordeglio | lista civica                               | Sindaco |      |
| 14 giugno 2004 | 8 giugno 2009  | Riccardo Cordeglio | lista civica                               | Sindaco |      |
| 8 giugno 2009  | 26 maggio 2014 | Giuliano Maglio    | Per Montegrosso liberamente (lista civica) | Sindaco |      |
| 9 giugno 2014  | 26 maggio 2019 | Giuliano Maglio    | Per Montegrosso liberamente (lista civica) | Sindaco |      |
| 27 maggio 2019 | 10 giugno 2024 | Giuliano Maglio    | Per Montegrosso liberamente (lista civica) | Sindaco |      |
| 10 giugno 2024 | in carica      | Marco Ferrari      | Uniti per Montegrosso (lista civica)       | Sindaco |      |

### Gemellaggi
Il comune di Montegrosso Pian Latte è gemellato con:
- Pontevès, dal 2013[20].

### Altre informazioni amministrative
Montegrosso Pian Latte fa parte dell'Unione dei comuni dell'Alta Valle Arroscia.